# Nia-Malika Henderson
Nia-Malika Henderson (7 de juliol de 1974), és una reportera política de la CNN. Va informar en la campanya de les eleccions del 2016 per plataformes digitals i televisives de la CNN, amb un focus especial en la política identitària, explorant la dinàmica de la demografia, de les races i de la religió, i informant sobre en col·lectius de persones que donen forma als resultats a les eleccions nacionals.
Es va graduar en l'Institut Lower Richland a Hopkins, Carolina del Sud al 1992. Es va graduar cum laude a la Universitat de Duke amb un grau en literatura i antropologia cultural; i va obtenir postgraus en Estudis Americans a la Universitat Yale i en periodisme a la Universitat de Colúmbia.
Va començar la seva carrera escrivint al The Baltimore Sun i després en la redacció nacional del Newsday, on va seguir la seva cobertura com a reportera principal de la campanya presidencial de Barack Obama de 2008, la cursa en les primàries demòcrates i la Convenció Nacional Democràta. Henderson va cobrir també els primers dos anys de l'administració Obama per Politico.
De 2010 a 2015, va treballar com a reportera al The Washington Post. Com a reportera política nacional pel Post, va cobrir la Casa Blanca, la campanya presidencial de 2012, les eleccions de mig mandat de 2010 i va cobrir el blog del The Washington Post en les eleccions de 2012. Al 2015, es va unir a la CNN com a reportera política.